# Ophioika appendiculata
Ophioika appendiculata is een eenoogkreeftjessoort uit de familie van de Chordeumiidae. De wetenschappelijke naam van de soort is voor het eerst geldig gepubliceerd in 1935 door Stephenson.